# Contea di Chenggu
La contea di Chenggu (城固县S, ChénggùP) è una contea della Cina, situata nella provincia dello Shaanxi e amministrata dalla prefettura di Hanzhong.